# Braeburn

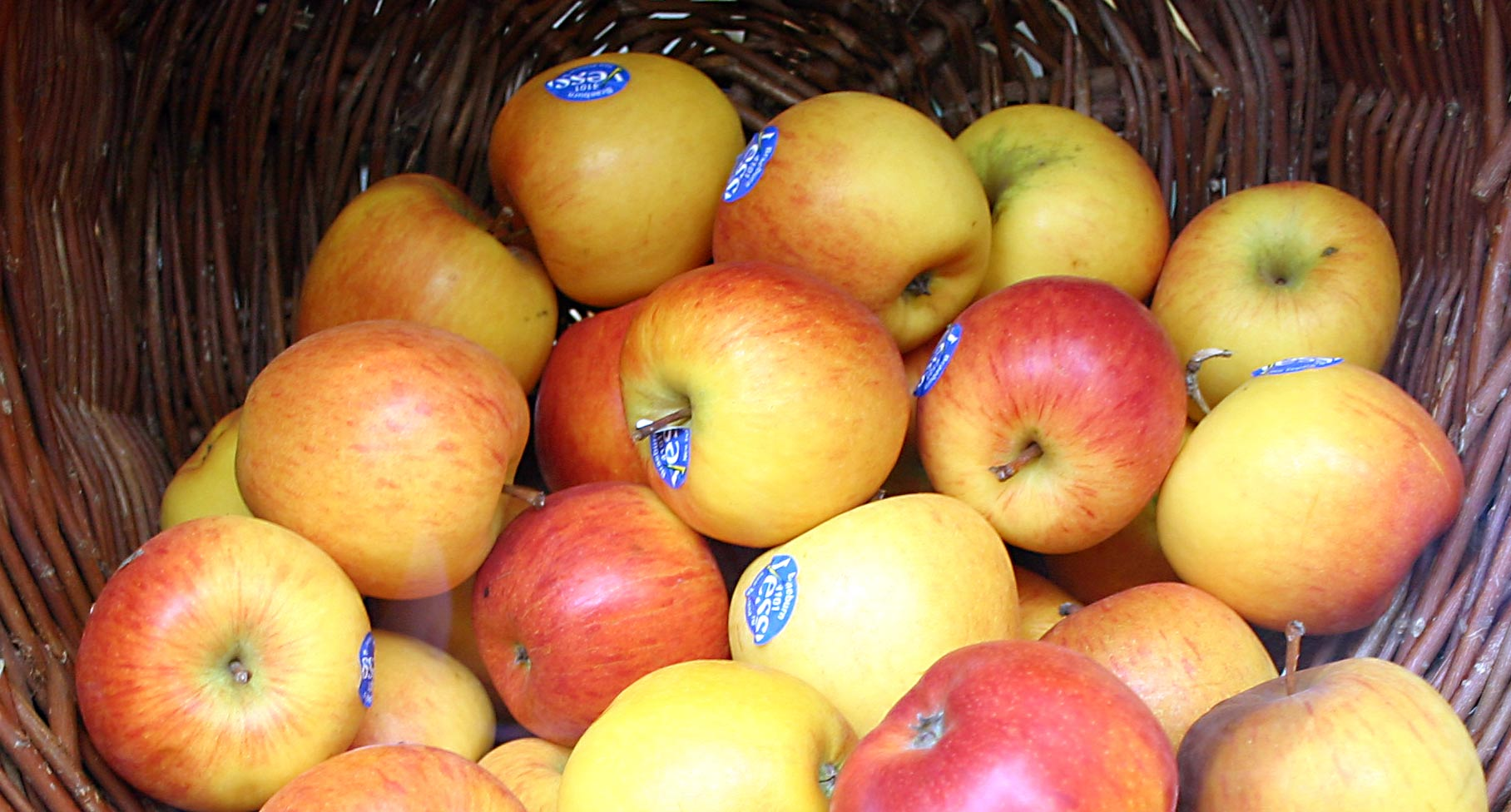
Braeburn-äpplen

Braeburn är en äppelsort, ett vinteräpple. Äpplet tros vara en korsning mellan  Granny Smith och Lady Hamilton.